# Styringomyia spathulata
Styringomyia spathulata är en tvåvingeart som beskrevs av Alexander 1937. Styringomyia spathulata ingår i släktet Styringomyia och familjen småharkrankar. Inga underarter finns listade i Catalogue of Life.